# Negombo
Negombo in lingua cingalese මීගමුව) (in lingua tamil நீர்கொழும்பு, è una città di approssimativamente 145 000 abitanti, si trova circa 37 km a nord di Colombo, in Sri Lanka. È localizzato alla bocca della laguna di Negombo, approssimativamente 7 km dall'aeroporto internazionale Bandaranaike. Negombo ha un piccolo porto, e la sua economia è basata principalmente su turismo e la sua industria di pesca secolare, sebbene si producano anche ceramiche, e merci di ottone e la cannella.

## Etimologia
La parola Negombo venne usata per la prima volta dai conquistatori portoghesi che trasformarono la parola cingalese Mīgamuva (මීගමුව) e che dava il nome alla vicina laguna.

## Economia

### Turismo
A causa della sua vicinanza all'aeroporto internazionale e della sua splendida spiaggia, Negombo è una meta molto ambita dai turisti. Sulle sue spiagge si possono infatti effettuare sport acquatici, tuffi e immersioni per vedere la piccola berriera corallina. A Negombo, inoltre, c'è il secondo più grande mercato ittico dello Sri Lanka, dove si può organizzare un tour di pesca con i pescatori locali.

## Società

### Religione
Fin dall'inizio della colonizzazione europea, il distretto amministrativo di Negombo ha una maggioranza di cattolici romani insieme a buddisti, indù e musulmani. A Negombo è stato dato al nome "Piccola Roma". La Chiesa di Katuwapitiya e la Grande Chiesa Stradale sono le due più grandi parrocchie in Negombo. "Agurukaramulla Pansala" è, invece, un famoso tempio buddista che attira i pellegrini buddisti da tutto il Sri Lanka.